# Manglobe
Manglobe Inc. (яп. 株式会社マングローブ Кабусики-гайся мангуро:бу) — японская аниме-студия и производственное предприятие.

## История
Была основана 7 февраля 2002 года продюсерами студии Sunrise Синъитиро Кобаяси и Такаси Коутиямой в токийском районе Сугинами, Япония. 30 сентября 2015 года студия подала заявление о банкротстве и удалила свой сайт. Известно, что большая часть работников студии после этого перешла в новую анимационную студию Geno Studio.

## Работы

### Аниме-сериалы
- «Самурай чамплу» (2004)
- «Эрго Прокси» (2006)
- Michiko to Hatchin (2008)
- The Sacred Blacksmith (2009)
- Kami nomi zo Shiru Sekai (2010)
- House of Five Leaves (2010)
- «Страна чудес смертников» (2011)
- Mashiro-iro Symphony: The Color of Lovers (2011)
- Hayate the Combat Butler! Heaven is a Place on Earth (2012)
- Zettai Karen Children The Unlimited - Hyoubu Kyousuke (2013)
- Samurai Flamenco (2013–2014)
- Gangsta. (2015)
- Karneval (2013)

### Полнометражные фильмы
«Орган Геноцида» (2017) (совместно со студией Geno Studio)

### Другое
- Trip Trek (ONA, 2003)
- Dante's Inferno: An Animated Epic «Limbo» (Direct-to-DVD, 2010)

## Совет директоров
- Президент и генеральный директор — Синъитиро Кобаяси (小林 真一郎)[3]
- Исполнительный директор — Такаси Коутияма (河内山 隆)[3]
- Директор — Хидэо Окамото (岡本 英郎)[3]
- Аудитор корпорации — Тору Мацуока (松岡 徹)[3]